# Mamadassa Sylla
Mamadassa Sylla est un lutteur français né le 15 juin 1993.
Il a terminé cinquième aux championnats du monde 2018. Cinquième aux Championnats d'Europe en 2024. Douzième aux Jeux militaires en 2019. Médaillé de bronze aux Championnats du monde militaires en 2018. Deuxième aux Championnats de France en 2019, 2021 et 2022 ; troisième en 2013, 2015, 2016 et 2018.
En avril 2024, le lutteur du club Bagnolet obtient sa qualification pour les Jeux olympiques d'été de 2024. Il atteint les quarts de finale, battu par l'Arménien Slavik Galstyan.